# Main Theme
Main Theme è un brano strumentale del gruppo rock inglese Pink Floyd, pubblicata nel 1969 come ottava traccia sul loro terzo album Soundtrack from the Film More, colonna sonora del film More - Di più, ancora di più.

## Struttura
Il brano inizia con dei lunghi colpi di gong a cui si aggancia dopo trenta secondi l'organo Farfisa che suona una progressione di accordi modali, che sfumano dopo un minuto circa per lasciare il posto alla sezione ritmica del brano (batteria e basso), simile, anche se qui più lenta, a quella di apertura di Let There Be More Light. Qui l'organo è riprodotto attraverso un pedale wah-wah (1:20) che esegue una progressione di note sullo sfondo del duo tamburo-basso. La pedal steel guitar di Gilmour entra a metà del pezzo.

## Panoramica
Il pezzo è stato eseguito più volte dal vivo alla fine degli anni sessanta e qualche altra volta durante il tour del 1970. Le differenze tra la versione dal vivo e quella in studio stanno innanzitutto nella lunghezza e nella presenza di grida di Roger Waters, di un nuovo giro di accordi e di un assolo di David Gilmour, suonato appena prima di tornare al tema iniziale. Nel film, il brano si sente verso l'inizio, quando Stefan è in attesa che qualcuno venga a prenderlo in una strada di Parigi.

## Esecuzioni di altri artisti
La canzone è stata nuovamente suonata nel 1977 dal gruppo francese Rosebud. È presente sul loro album Discoballs, insieme ad altri pezzi dei Pink Floyd.

## Formazione
- David Gilmour: Pedal steel guitar.
- Roger Waters: Basso, Gong.
- Richard Wright: Vari organi.
- Nick Mason: Batteria.